# Rivière à l'Eau Froide
Ne doit pas être confondu avec Eau Froide.
Pour les articles homonymes, voir Rivière froide (homonymie).
La rivière à l'Eau Froide est un affluent de la rive sud de la rivière Eastmain. La rivière à l'Eau Froide traverse les terres réservés aux Cris, dans la région administrative du Nord-du-Québec, au Québec, au Canada.

## Géographie
La rivière à l'Eau Froide s'approvisionne d'un ensemble de petits lacs et de zones de marais dont le petit lac de tête est situé à 3,2 km l'ouest du lac Amiskw Matawaw et au sud du bassin versant de la rivière Miskimatao. À partir du petit lac de tête, la rivière coule sur environ 80 km vers l'ouest en passant au nord des lacs Kamisikamach et Namekus. Dans son cours vers l'ouest, la rivière à l'Eau Froide traverse de nombreuses zones de marais jusqu'au lac Mantu. Ce dernier lac s'abreuve de la décharge du lac Kachishekakamach par son extrémité sud-ouest et par un ruisseau non identifié qui se décharge dans la partie ouest du lac. La rivière à l'Eau Froide traverse le lac Mantu d'est en ouest sur 9,0 km, ainsi que le lac Attachikami vers le nord-est sur 2,7 km. Ce dernier lac est approvisionné par la décharge du lac Namepi (venant de l'est).
À partir de l'embouchure (situé au nord-est) du lac Attachikami, la rivière à l'Eau Froide coule sur 20,0 km vers le nord-ouest pour aller se déverser sur la rive sud de la rivière Eastmain, à 25,7 km de son embouchure dans la Baie James. L'embouchure de la rivière à l'Eau Froide se situe à 13,2 km à l'est de l'embouchure de la rivière la Pêche (Eastmain), à 16,8 km à l'est du village de Eastmain et à 12,9 km à l'ouest de l'embouchure de la rivière Opinaca.
Les plans d'eau voisin de la rivière à l'Eau Froide sont :
- côté nord : rivière Eastmain, rivière Miskimatao ;
- côté sud : rivière Jolicœur.

## Toponymie
Le toponyme Rivière à l'Eau Froide a été officialisé le 5 décembre 1968 à la Banque des noms de lieux de la Commission de toponymie du Québec.